# Дембовски, Эрколе
Эрколе Дембовски (1812—1881) — итальянский астроном-любитель.

## Биография
Сын польского эмигранта Яна Дембовского. Окончив курс морской школы в Венеции, участвовал во многих морских кампаниях; по слабости здоровья вынужден был выйти в отставку и в 1842 году поселился в Неаполе, где стал заниматься астрономическими наблюдениями под руководством директора неаполитанской обсерватории Капоччи (Capocci).
Главными предметами наблюдений были двойные звёзды, для чего Дембовски имел сперва небольшой рефрактор Плесля с объективом в 5 дюймов. Переехав в 1858 г. в Галларату (между Миланом и озером Лаго-Маджиоре), Дембовски построил прекрасную частную обсерваторию и приобрел большой для того времени рефрактор Мерца с объективом в 7 дюймов.
Наблюдения Дембовски отличаются чрезвычайной точностью и систематичностью; он наблюдал преимущественно звезды каталогов Струве. При жизни его наблюдения печатались большей частью в астрономическом журнале «Astronomische Nachrichten», а после его смерти, в 1881 г., они были собраны и обработаны частью в Пулковской, частью в Миланской обсерваториях и изданы итальянским правительством в двух больших томах под заглавием: «Misure micrometriche di stelle doppie e multiple» (Рим, 1883—84).

## Память
В его честь названы лунный кратер Дембовский и астероид (349) Дембовска.